# 全球主義
全球主義（英語：Globalism）是一個國際關係理論術語，指稱一個倡導全球化概念的意識形態。它傾向於倡導移民、自由貿易、降低關稅、干預主義和全球治理等政策。它通常被認為與民族主義是相反的。

## 解釋
墨爾本皇家理工大學全球主義研究教授曼弗雷德·史泰格區分了不同的全球主義：如正義全球主義、聖戰全球主義、市場全球主義和市場全球化，包括意識形態的新自由主義。全球主義若在一些有能力者的手中執行，將會縮小為市場全球主義和新自由主義的單一意識形態，導致世界局勢混亂。例如，加拿大哲學家約翰·拉爾斯頓在2005年的《全球主義崩潰與世界重建》一書中，將全球主義視為新自由主義和新自由主義全球化的關鍵。他認為，全球化遠遠不是一個必然的力量，它已經分裂成矛盾的一面，公民正以積極和破壞性的方式重申國家利益。另外，美國政治學家約瑟夫·奈爾認為，全球主義是指跨越多個大陸距離的連接網路；而全球化是指全球主義程度的增減。

## 歷史
這個詞自1940年代初以來一直在美國廣泛使用。當時也是美國開始位居全球權力高峰的時期：該國擁有世界歷史上最大的經濟實力，以及人類歷史上最強大的軍事機器。正如喬治·凱南的國務院政策規劃幕僚在1948年2月所說的：「我們（美國）有約50％的世界財富，但只有6.3％的人口。我們今後真正的任務是設計一種國際關係模式，這將使我們能夠繼續保持這種差距」。當然，在這個時候，美國的歐亞的盟軍和敵人正在遭受第二次世界大戰後的可怕影響。
在他們獲得前所未有的權力和地位下，美國的規劃者制定了政策來塑造他們所期望的戰後世界，從經濟角度來看，這是一個全球跨越的資本主義秩序，使全人類完全依靠美國生活。1941年底，美國是第一個使用現代意義上的「經濟一體化」這個術語（將不同的經濟體組合成更大的經濟區域）。到了1948年，「經濟一體化」越來越頻繁的在美國文件和演講中出現。美國經濟合作總署署長保羅·霍夫曼在1949年的經濟合作暨發展組織演講中最為明確的使用「經濟一體化」這一術語。正如《紐約時報》所說：
| “ | 霍夫曼先生在演講中使用了「整合」這個詞十五次，幾乎每講一百個字就出現一次。很少有歐洲政治家曾經用過馬歇爾計劃來描述歐洲經濟應該怎麼樣。有人指出，歐洲國家同意馬歇爾計劃所作的承諾中並沒有包括這一術語或目標。因此，歐洲人似乎認為，「一體化」是一種美國學說，它被疊加在馬歇爾計劃之中。 | ” |

雖然全球化的意識形態有悠久的歷史，但是在二十世紀末期，全球主義就成了一個主要的相關意識形態。隨著這些意識形態的固定，以及各個全球化的議程加劇，它們有助於鞏固一種連貫全球的想像力。在一些著作中，曼弗雷德·史泰格和西雪梨大學政治學教授保羅·詹姆斯從四個層面的變化中理解了這個過程：改變思想、意識形態、想像力和本體。